# Вогульське князівство
Вогульське князівство — об'єднання народу мансі (вогули, вогулічі, мендсі, моансь). Існувало з середини XV до кінця XVI століття, коли території сучасної Югри були приєднані до Московії . Селища Вогульського князівства були на сибірських річках Пелим, Сосьва, Лозьва та інших.
Вогульське князівство входило разом із Кондиським князівством на річці Конда та Табаринським князівством на річці Тавда до Пелимської держави . На чолі стояла родова аристократія.